# بازار هنر اصفهان

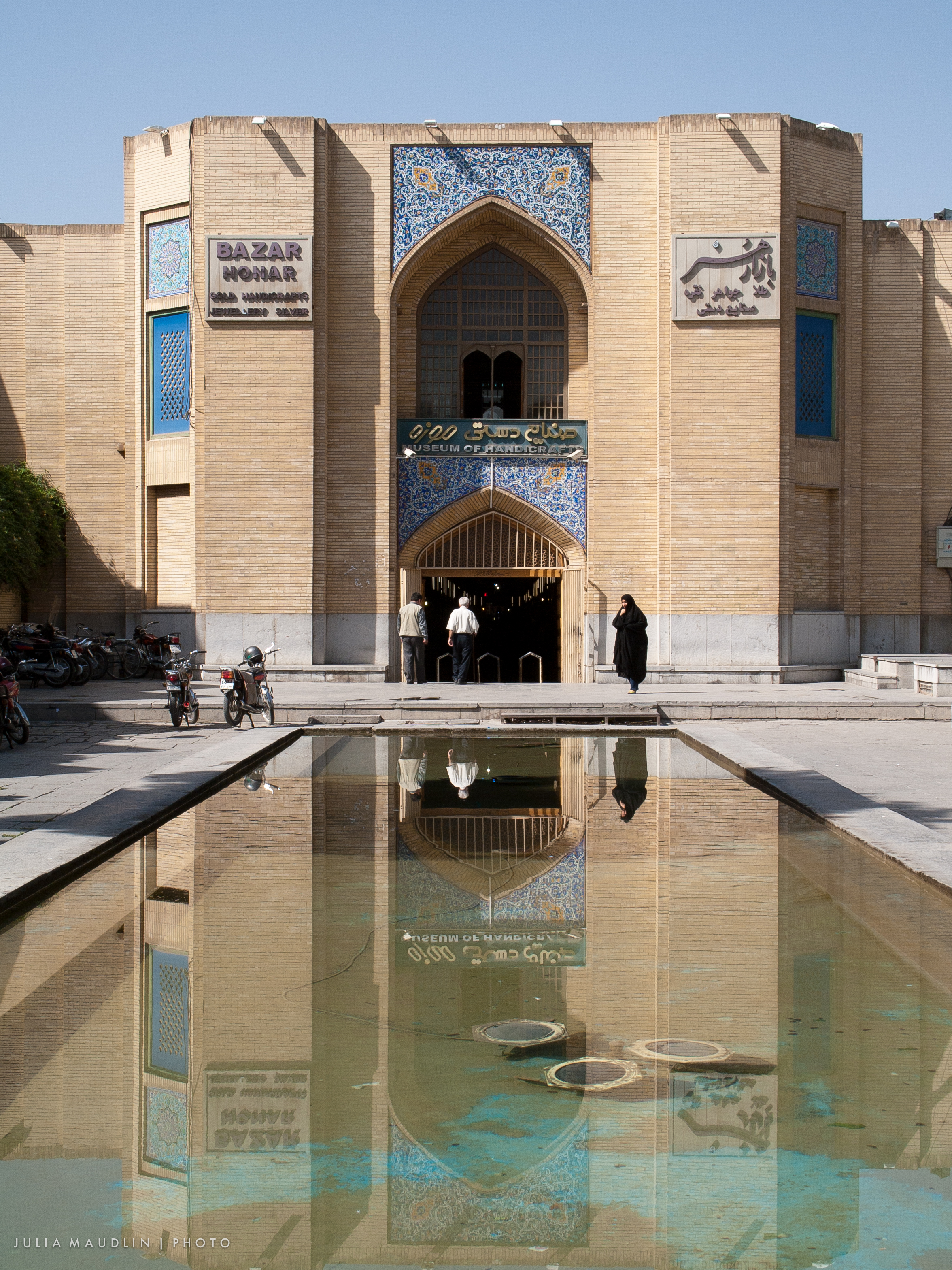

بازار هنر اصفهان از شاهکارهای معماری دوران صفوی در اصفهان است.
ساخت این بازار از سال ۱۱۱۶ هجری قمری آغاز شد و در سال ۱۱۱۸ پایان یافت. این بنا در آن زمان با عنوان بازار کاروانسرای مادر شاه همراه خود کاروانسرای مادر شاه (هتل عباسی امروزی)، دو موقوفه مدرسه شاه سلطان حسین (مدرسه چهارباغ امروزی) بوده‌اند. این بازار در سال ۱۳۴۵ هجری شمسی از طرف اداره اوقاف کل اصفهان بازسازی شد.
این بازار هم‌اکنون فعال است و عمدتاً فروشندگان تزئینات طلا و نقره در آن به داد و ستد مشغول‌اند.